# Malthodes spathifer
Malthodes spathifer är en skalbaggsart som beskrevs av Ernst Hellmuth von Kiesenwetter 1852. Malthodes spathifer ingår i släktet Malthodes, och familjen flugbaggar. Arten är reproducerande i Sverige.